# Eberhardshof (metropolitana di Norimberga)
La stazione di Eberhardshof è una stazione della metropolitana di Norimberga, servita dalla linea U1.

## Storia
La stazione di Eberhardshof venne attivata il 20 giugno 1981, come capolinea della tratta da Bärenschanze; rimase capolinea fino al 20 marzo dell'anno successivo, quando venne attivata la tratta seguente fino alla stazione di Jakobinenstraße.